# Dan Simmons
Dan Simmons, född 4 april 1948, är en amerikansk författare  av science fiction, fantasy och skräcklitteratur. Hans debutverk Song of Kali (1985) belönades med World Fantasy priset, men innehåller även inslag av de andra två genrerna. Han skriver också uppskattade mysterier och thrillers. Han är tolvfaldig vinnare av Locuspriset.
Simmons är mest känd för sin Hugo-vinnande roman Hyperion och dess uppföljare The Fall of Hyperion.  Ytterligare två romaner i Hyperion Cantos, Endymion och The Rise of Endymion har fullbordat denna tetralogi.

## Arbeten

### Hyperion Cantos
1. Hyperion (1989) - Hugopriset 1990, Locuspriset 1990 (Science Fiction)
2. The Fall of Hyperion (1990) - Hugofinalist 1991
3. Endymion (1996)
4. The Rise of Endymion (1997) - Hugofinalist 1998

### Ilium/Olympos
1. Ilium (2003) - Locuspriset och Hugofinalist 2004
2. Olympos (2005)

### Joe Kurtz
1. Hardcase (2001)
2. Hard Freeze (2002)
3. Hard as Nails (2003)

### Andra böcker
- Song of Kali (1985) - World Fantasy-pris 1986 (översatt som Dödsgudinnans sång, Wiken 1992)
- Carrion Comfort (1989) - Bram Stoker pris 1989
- Phases of Gravity (1989) (översatt som Månens dragningskraft, Wiken 1993)
- Entropy's Bed at Midnight (1990)
- Prayers to Broken Stones (1990, novellsamling)
- Summer of Night (1991) (översatt som Nattsommar, Wiken 1992)
- Summer Sketches (1992, novellsamling)
- Children of the Night (1992) - Locuspriset 1993 (skräck) (översatt som Nattens barn, Wiken 1994)
- Lovedeath (1993, novellsamling)
- The Hollow Man (1992)
- Fires of Eden (1994)
- The Crook Factory (1999)
- Darwin's Blade (2000)
- A Winter Haunting (2002)
- Worlds Enough & Time (2002, novellsamling)
- The Terror (2007)

## Utmärkelser
- World Fantasy Award för bästa roman, för Dödsgudinnans sång,  1986
- Bram Stoker Award för roman, för Carrion Comfort,  1989[7]
- August Derleth Award, för Carrion Comfort,  1990
- Locuspriset för bästa skräckroman, för Carrion Comfort,  1990[8]
- Locuspriset för bästa science fiction-roman, för Hyperion,  1990[8]
- Hugopriset för bästa roman, för Hyperion,  1990[9]
- Bram Stoker Award för bästa novellsamling, för Prayers to Broken Stones,  1991[10]
- BSFA Award för bästa roman, för The Fall of Hyperion,  1991[11]
- Locuspriset för bästa science fiction-roman, för The Fall of Hyperion,  1991[12]
- Locuspriset för bästa långnovell, för Entropy's Bed at Midnight,  1991[12]
- Ignotuspris för bästa roman,  1991
- Premio Gigamesh, för Hyperion,  1992
- Prix Cosmos 2000, för Hyperion,  1992
- Locuspriset för bästa långnovell, för All Dracula's Children,  1992[13]
- Locuspriset för bästa skräckroman, för Nattsommar,  1992[13]
- Locuspriset för bästa skräckroman, för Children of the Night,  1993[14]
- World Fantasy Award för bästa novell, för This Year's Class Picture, med  Joe Haldeman,  1993[15]
- Theodore Sturgeon Memorial Award, för This Year's Class Picture,  1993[16]
- Locuspriset för bästa långnovell, för Death in Bangkok,  1994[17]
- Locuspriset för bästa skräckroman, för Fires of Eden,  1995[18]
- Grand prix de l'Imaginaire for best foreign-language short story, för The Great Lover,  1996[19]
- Locuspriset för bästa science fiction-roman, för The Rise of Endymion,  1998[20]
- Tähtivaeltaja-priset, för Hyperion,  1998
- Premio Gigamesh, för The Rise of Endymion,  1999
- Locuspriset för bästa kortroman, för Orphans of the Helix,  2000[21]
- Locuspriset för bästa science fiction-roman, för Ilium,  2004[22]
- Prix Bob Morane för bästa utländska roman, för The Terror,  2009[23]
- World Horror Convention Grand Master Award,  2013

[Redigera Wikidata]